# 1897 en sport
Cet article présente les faits marquants de l'année 1897 en sport.

## Athlétisme
- création de la Fédération tchèque d'athlétisme
- 22e édition du championnat britannique de cross-country à Manchester. Sidney Robinson s’impose en individuel ; Salford Harriers et Manchester Harriers se partagent la titre par équipe.
- Championnat d'athlétisme de Grande-Bretagne :
  - JH Palmer remporte le 100 yards.
  - Sam Elliott le 440 yards.
  - Alfred Relf le 880 yards.
  - Alfred Tysoe le mile et le 10 miles.
  - Charles Bennett le 4 miles.
  - George Lee le steeplechase.
  - Alfred Trafford le 120 yards haies.
  - Claude Leggatt le saut en hauteur (1,75 m).
  - James Poole le saut à la perche (3,01 m).
  - Claude Leggatt le saut en longueur (6,77m).
  - William Winthrop le lancer du poids (11,35 m).
  - L’Irlandais Tom Kiely le lancer du marteau (43,41 m).
  - William Sturgess le 4 miles marche.
- Championnat d'athlétisme des États-Unis :
  - Bernie Wefers remporte le 100 yards et le 200 yards.
  - Thomas Burke le 440 yards ; John Gregan le 880 yards et le mile.
  - le Canadien George Orton le 2 miles steeple.
  - John Thompson le 120 yards haies ; Alvin Kraenzlein le 220 yards haies.
  - Irving Baxter saut en hauteur (1,89 m).
  - Jesse Hurlburt le saut à la perche (3,20 m).
  - Edward Bloss le saut en longueur (6,66 m).
  - Charles Henneman le lancer du poids (12,99 m).
  - le lancer du disque (36,20 m).
  - l’Irlandais John Flanagan le lancer du marteau (45,24 m).
- 2/4 octobre 1897. 3e édition des championnats d’athlétisme d’Australie (Cricket Ground, Sydney) :
  - Stan Rawley remporte le 100 yards et le 220 yards.
  - Charles Campbell le 440 yards et le 880 yards.
  - William Cumming le mile et le 3 miles.
  - J Laidlaw le 120 yards haies.
  - Arthur Holder le 440 yards haies.
  - le Néo-Zélandais Dave Wilson le mile marche et le 3 miles marche.
  - P English le saut en hauteur (1,71 m) et le lancer de poids (11,50 m).
  - le Néo-Zélandais Hori Eruera le saut à la perche (3,20 m).
  - David Bevan le saut en longueur (6,51 m).
  - J Milward le lancer du marteau (29,42 m).

## Automobile
- 29 : 31 janvier : course ouverte aux automobiles et aux motos entre Marseille, Fréjus, Nice et La Turbie (240 km en 3 étapes). 34 partants, 31 à l’arrivée. Le Comte Chasseloup Laubat s’impose sur une De Dion. La première moto est 5e au général.
- 24 juillet : course ouverte aux automobiles et aux motos entre Paris et Dieppe. Jamin s’impose sur une Léon Bollée.
- 14 août : course ouverte aux automobiles et aux motos entre Paris et Trouville-sur-Mer. Jamin s’impose sur une Bollée.

## Baseball
- 30 septembre : 22e édition aux États-Unis du championnat de baseball de la Ligue nationale. Les Boston Beaneaters s’imposent avec 93 victoires et 39 défaites.

## Basket-ball
- Le club américain de basket ball professionnel de Trenton boucle la saison 1896-97 avec 19 victoires et 1 défaite et hérite du titre non officiel de champion national.

## Cricket
- Le Lancashire remporte le championnat britannique de cricket par Comté.
- New South Wales gagne le championnat australien, le Sheffield Shield.
- La Western Province gagne le championnat sud-africain, la Currie Cup.
- 13 - 17 décembre : premier des cinq test matches de la tournée australienne de l’équipe anglaise de cricket. L’Angleterre bat l’Australie par 19 wickets.

## Cyclisme
- Jean Vionnet est champion de Suisse de cyclisme (course en ligne).
- H. Bertrand est champion de Belgique de cyclisme (course en ligne).
- Jose Pesoa est champion d’Espagne de cyclisme (course en ligne).
- 18 avril : 2e édition de la course cycliste Paris-Roubaix. Le Français Maurice Garin s’impose.
- 15 - 16 mai : 7e édition de la course cycliste Bordeaux-Paris. Le Français Gaston Rivierre s’impose.
- 4e édition du Grand Prix cycliste professionnel de Paris. Le Français Ludovic Morin s’impose.
- 3e édition des championnats du monde professionnels de cyclisme sur piste à Anvers avec deux épreuves : l’Allemand Arend remporte le sprint et le Britannique Stocks le 100 km avec derby.
- 5e édition des championnats du monde amateurs de cyclisme sur piste avec deux épreuves : le Danois Schraeder remporte le sprint et le Britrannique Gould le 100KM avec derby.
- 18 juillet : inauguration du Vélodrome du Parc des Princes à Paris.
- 30 juillet : le Belge Oscar Van den Eynde porte le record du monde de l’heure cycliste à 39.240 km au Vélodrome Municipale à Paris.
- Première édition de la course cycliste Marseille-Nice.
- 17e édition de la course cycliste suisse : le tour du Lac Léman. Arnold Bozino s’impose.

## Escrime
- Première édition des Championnats de France d’Escrime (Fleuret). Douradour s’impose.

## Football
- Février : Jules Rimet fonde à Paris le club de football français du Red Star.
- 29 mars : à Sheffield, l’Angleterre bat le pays de Galles 4-0.
- Southampton FC (15 victoires et 5 nuls) remporte le championnat anglais de la Southern League.
- Hearts est champion d’Écosse.
- Le Racing Club de Bruxelles est champion de Belgique.
- L’Union des Sports de France, premier champion de Paris professionnel de Football (FSAPF).
- Pays-Bas : RAP Amsterdam est champion de l’Ouest ; Vitesse Arnhem champion de l’Est ; Be Quick Groningen champion du Nord et Brabantia Breda est champion du Sud.
- 3 avril : à Crystal Palace, l'Écosse bat l’Angleterre : 1-2.
- 10 avril : finale de la 26e FA Cup (244 inscrits). Aston Villa 3, Everton 1. 65.891 spectateurs à Crystal Palace.
- 11 avril : le Standard A.C. est à nouveau Champion de France de Football. Le football parisien est maintenant solidement installé après seulement quatre saisons d’existence : l’USFSA compte déjà trois divisions à Paris que complètent les Coupe Manier et Coupe Dewar, le championnat professionnel de la FSAPF ou le tournoi des Grands Magasins, notamment.
- Slavia Prague remporte la coupe de printemps de Mistrovstvi Cech de football.
- 24 avril : Aston Villa, 21 victoires, 5 nuls et 4 défaites conserve son titre de champion d’Angleterre de football. Notts County FC enlève le titre en Division 2.
- 25 avril : finale de la première édition de la Coupe Manier en France : Club Français 5, Le Havre AC 3, après prolongation.
- KB remporte le championnat de Copenhague de football.
- 19 septembre : Lomas Athletic Club (10 victoires et 2 nuls) est champion d’Argentine de football après trois matches de barrage face à Lanus (1-1, 0-0, 1-0).
- 29 septembre : fondation du club omnisports allemand du Hambourg SV.
- Slavia Prague remporte la coupe d’automne de Mistrovstvi Cech de football.
- 1er novembre : fondation du club italien de la Juventus
- 1er novembre : fondation du club belge de la Royale Union Saint-Gilloise

## Football américain
- Le club américain de Latrobe Athletic Association est le premier à aligner une équipe de football américain entièrement composée de joueurs professionnels et à boucler une saison complète, contrairement à Alleghenny un an plus tôt.

## Football australien
- Essendon est sacré premier champion de la Victoria League de Football Australien.

## Golf
- Harry H. Hilton remporte le British Open de Golf à Hoylake.
- Joe Lloyd remporte l'US Open de Golf à Chicago.

## Hockey sur glace
- Victorias Montréal remporte la Coupe Stanley de hockey sur glace.

## Joute nautique
- J. Miramond (dit lou jouine) remporte le Grand Prix de la Saint-Louis à Cette.

## Natation
- Fondation du Brussels Swimming and Water Polo Club.

## Patinage sur glace
- 12 janvier : championnats d’Europe de patinage de vitesse à Amsterdam.
- 5 - 9 février : championnats du Monde de patinage de vitesse à Montréal.
- 2e édition des championnats du monde de patinage artistique à Stockholm. L’Autrichien Gustav Hugel s’impose dans l’unique épreuve individuelle homme.

## Rugby à XIII
- Première édition de la Challenge Cup anglaise de Rugby League (Jeu à XIII). Batley s’impose.

## Rugby à XV
- Le Pays de Galles est exclu du Tournoi des quatre nations, leur capitaine Arthur Gould ayant été récompensé pour ses prestations, c'est interprété comme une violation de la règle de l'amateurisme en vigueur dans le rugby.
- 9 janvier : match international de rugby entre l’Angleterre et le pays de Galles à Newport. Le pays de Galles s’impose.
- 6 février : l’Irlande bat l’Angleterre à Dublin.
- 13 mars : l’Angleterre bat l’Écosse à Manchester.
- Le Stade Français est champion de France de rugby (USFSA).
- Le Kent est champion d’Angleterre des comtés.
- La Western Province remporte le championnat d’Afrique du Sud des provinces, la Currie Cup.
- Publication d’un rapport diligenté par les Anciens de l’Université de Rugby sur les origines du jeu de « football-rugby ». Ce rapport, très controversé, conclut que le jeu vit le jour en 1823 à la suite de l'intervention de William Webb Ellis. Aujourd’hui, seuls les habitants de Rugby croient encore à cette fable… mais elle figure toutefois en ouverture de nombreuses « histoires du rugby ».

## Sport hippique
- États-Unis : Typhoon II gagne le Kentucky Derby.
- Angleterre : Charlie Wood sur Galtee Moore gagne le Derby.
- Angleterre : Terry Kavanagh sur Manifeto gagne le Grand National.
- Irlande : Wales gagne le Derby d'Irlande.
- France : Palmiste gagne le Prix du Jockey Club.
- France : Roxelane le Prix de Diane.
- Australie : Gaulus gagne la Melbourne Cup.

## Tennis
- 7e édition du championnat de France :
  - Le Français Paul Aymé s’impose en simple hommes.
  - La Française Adine Masson s’impose en simple femmes.
- 21e édition du Tournoi de Wimbledon :
  - L’Anglais Reginald Frank Doherty s’impose en simple hommes.
  - L’Anglaise Blanche Bingley en simple femmes.
- 17e édition du championnat des États-Unis :
  - L’Américain Robert Wrenn s’impose en simple hommes.
  - L’Américaine Juliette Atkinson s’impose en simple femmes.

## Naissances
- 28 mars : Sepp Herberger, entraîneur allemand de football.
- 13 juin : Paavo Nurmi, athlète finlandais. († 2 octobre 1973).
- 22 août : Bill Woodfull, joueur de cricket australien, comptant 35 sélections en test cricket de 1926 à 1934. († 11 août 1965).
- 16 septembre : Louis Phal surnommé Battling Siki, boxeur français. († 15 décembre 1925).